# Erik Jazet
Erik Alexander Jazet (* 19. Juli 1971 in Schiedam) ist ein ehemaliger niederländischer Hockeyspieler, der bei den Olympischen Spielen 1996 und 2000 die Goldmedaille gewann, 2004 war er Olympiazweiter.

## Sportliche Karriere
Der 1,96 m große Erik Jazet bestritt 308 Länderspiele für die niederländische Nationalmannschaft Das erste große Turnier des Defensivspielers war die Weltmeisterschaft 1994 in Sydney, bei der die Niederländer im Finale gegen die Mannschaft Pakistans im Siebenmeterschießen unterlagen. Bei den Olympischen Spielen 1996 gewannen die Niederlande im Finale gegen die Spanier mit 3:1.
Zwei Jahre später trafen die Niederländer im Finale der Weltmeisterschaft 1998 in Utrecht erneut auf die Spanier und gewannen den Titel mit 3:2. Bei den Olympischen Spielen 2000 endete das Finale gegen Südkorea mit 3:3, im Penaltyschießen gewannen die Niederländer mit 5:4. Bei der Weltmeisterschaft 2002 in Kuala Lumpur unterlagen die Niederländer im Halbfinale der australischen Mannschaft, im Spiel um die Bronzemedaille bezwangen die Niederländer die Südkoreaner in der Verlängerung. Zum Abschluss seiner Karriere erreichte Jazet das Finale bei den Olympischen Spielen in Athen, dort unterlagen die Niederländer den Australiern mit 1:2 nach Verlängerung.